# Republic RC-3 Seabee
Republic RC-3 Seabee byl americký čtyřmístný jednomotorový obojživelný hornoplošný létající člun.

## Vznik
Ve druhé polovině II. světové války se vedení společnosti Republic zajímalo o výrobní program poválečného mírového období. Bylo třeba využít předpokládané konjunktury civilního leteckého trhu a především zájmu o lehké letouny ze strany soukromých osob. V roce 1941 koupilo za 300 000 dolarů od bývalého zkušebního pilota Percivala H. Spencera konstrukci čtyřmístného obojživelného letounu, který by po profesionálním propracování mohl být dobrým obchodním artiklem.

## Vývoj
První prototyp Republic RC-1 byl zalétán v listopadu 1944. Následně bylo testováno a předváděno několik prototypů RC-1 s pohonnými jednotkami Franklin 6ALG-365 v tlačné konfiguraci. Počet zakázek však nesplnil očekávání.
Konstrukce RC-1 zůstala přes snahu konstruktérů příliš komplikovaná a pracná, takže prodejní cena 7 500 dolarů byla vysoká. Na přelomu let 1945/46 se vedení firmy Republic rozhodlo radikálně změnit strukturu nového stroje s důrazem na snížení počtu montážních dílů a tedy i pracnosti a nákladů při jejich výrobě. Lisování velkých panelů a využití výztužných prolisů na potahu mělo celou produkci zlevnit.
Prací byl pověřen inženýr Alfred Boyanjian, kterému se podařilo u upravené verze Republic RC-3 Seabee snížit počet stavebních dílů z 1800 na 450. Například křídlo obdélníkového půdorysu se vztlakovými klapkami mělo jen tři žebra na každé své polovině. K montáži draku tak stačilo 200 pracovních hodin oproti 2500. Za pohonnou jednotku byl zvolen plochý, vzduchem chlazený šestiválec Aircooled Franklin 6A8-215-B8F, nebo B9F. Vrtule byly nejprve dvoulisté pevné, později stavitelné.
Koncem léta 1946 začaly z montážní linky závodu ve Farmingdale vycházet sériové stroje. V roce 1947 se projevily finanční ztráty na RC-3, způsobené dvakrát opakovaným vývojem a navíc se firma Republic dostala pod tlak amerického vojenského letectva na urychlení produkce proudových stíhacích strojů Republic F-84 Thunderjet. V říjnu 1947 nakonec došlo na zrušení výroby Seabee a udržovala se pouze produkce náhradních dílů na servis.

## Specifikace

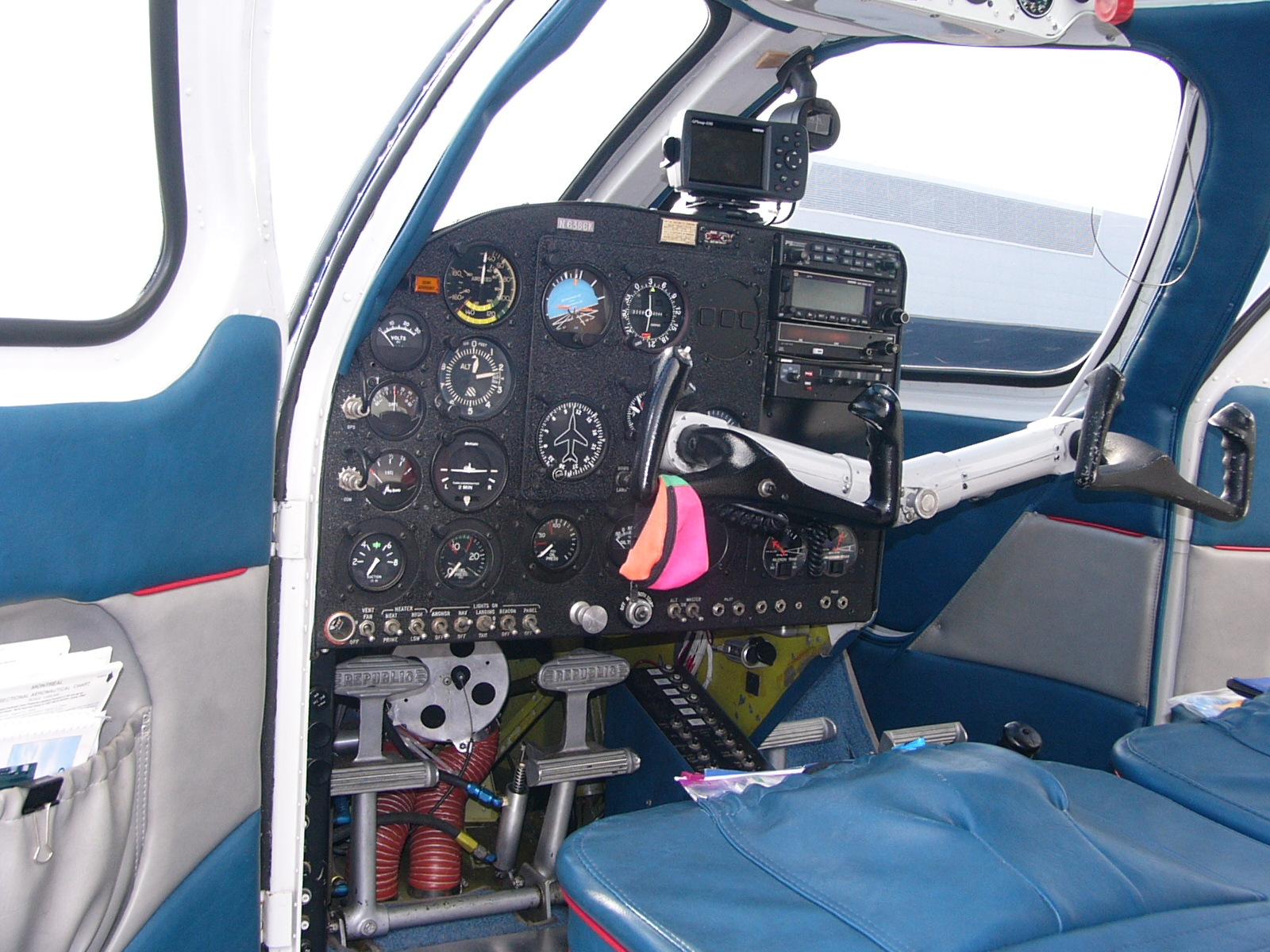
Kokpit Seabee s dvojitým řízením

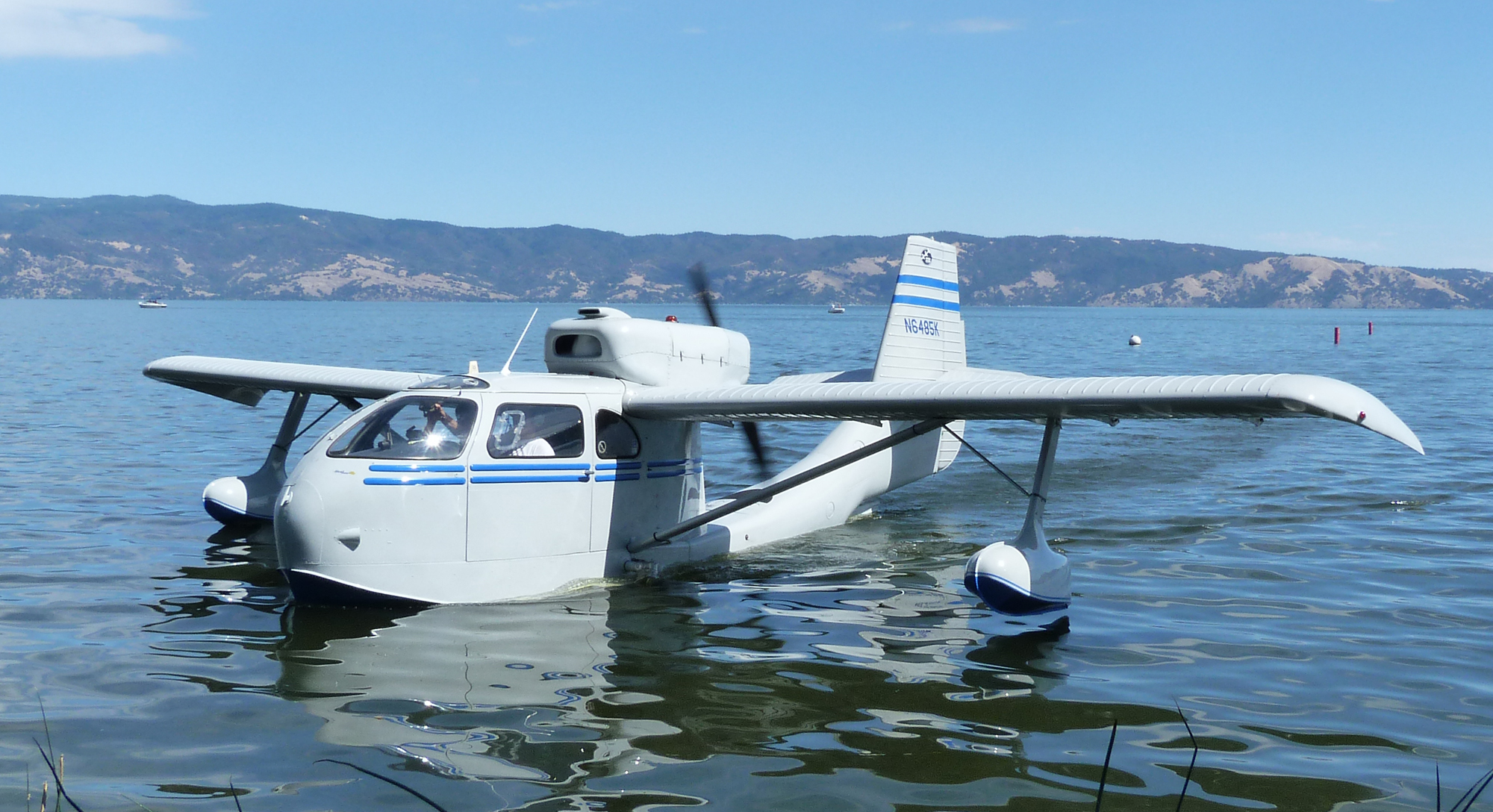
Republic RC-3 Seabee (N6485K)

Údaje dle

### Technické údaje
- Posádka:
- Rozpětí: 11,45 m
- Délka: 8,48 m
- Výška: 2,93 m
- Nosná plocha: 18,20 m²
- Prázdná hmotnost: 885 kg
- Vzletová hmotnost: 1360 kg
- Pohonná jednotka:

### Výkony
- Maximální rychlost: 192 km/h
- Cestovní rychlost: 165 km/h
- Přistávací rychlost: 93 km/h
- Počáteční stoupavost: 3,5 m/s
- Dostup: 3600 m
- Dolet: 890 km